# テーブルマーク
テーブルマーク株式会社（英文社名：TableMark Co.,Ltd.）は、東京都中央区に本社を置く、冷凍食品・冷凍水産品・その他食料品の製造と販売をおこなう企業である。日本たばこ産業（JT）の完全子会社。
テーブルマークホールディングス株式会社の旧社名である加ト吉（かときち）は創業者の祖父、加藤吉次郎にちなむものである。社名変更後も「加ト吉」ブランドは存続し、一部商品で使用されている。

## 歴史

### 創業から成長へ
創業者の加藤義和の祖父である加藤吉次郎が、発祥の地である香川県観音寺市の港の近くで営んでいた、カタクチイワシや小エビの加工を行う水産加工業の個人商店が母体で、屋号は加藤吉次郎の「加藤」と「吉」から「かときち」とした。その後、吉次郎が病に倒れ、孫の義和が跡を継ぎ、関西近県をエリアとしたエビを主体とする水産物問屋へと移行し、1956年に加ト吉水産株式会社を設立。1964年に株式会社加ト吉へ商号変更。北洋漁業で獲れるエビの加工下請けを経て、冷凍エビフライの開発・製造を契機に業績を伸ばす。香川県（発祥）を代表する企業の一つであるが、新潟県南魚沼市にも工場を保有する。
M&Aにも積極的で、レオマワールドや京樽（吉野家ディー・アンド・シー、現：吉野家ホールディングスと共同）の買収を行い、再建を果たした。なお京樽については、2006年に保有株式を全てカトーサービス（創業者の加藤家の資産管理会社）に売却しており、現在はグループから離脱している。またホテル経営やリゾート施設運営にも進出していたが、JTによる完全子会社化後は売却が加速している（後述）。
1974年に「冷凍讃岐うどん」で冷凍麺市場に参入。当時、うどんはチルド麺が主流で、冷凍麺は加工コストがかさむことから価格面で勝てないと想定され、幹部たちは参入に大反対したが、創業者である加藤義和は「讃岐うどんの味を再現できるのは冷凍麺だけ」と開発を厳命し、同年に「冷凍讃岐うどん」（つゆ・えび天付き）を発売した。しかし加藤は、讃岐うどんの特徴であるコシの強さが出ていないとして直ちにリニューアルを命じた。製法や茹で方を研究し試行錯誤を重ねた末、新技術の開発や新装置を導入して「コシ」問題を解決し、1976年にリニューアル発売。1988年には瀬戸大橋の開通が好影響を及ぼし売上が急増。その後も品質向上のため改良を重ねた。
2002年には、韓国の農心との業務提携により「農心ジャパン」を設立、農心の「辛（シン）ラーメン」の販売を行ってきたが、2010年3月1日をもって業務提携を終了した。
また2004年からは、カネボウフーズ（クラシエフーズに社名変更後、クラシエに吸収合併）からカップ麺事業を引き継ぎ、「広東麺」シリーズや「ホームラン軒」シリーズの取り扱いを開始した。

### 不正取引とJT不祥事の影響
1956年の株式会社設立から、51年にわたって増収を続ける高成長企業として有名だったが、2007年4月に過去6年にわたり巨額の架空売上を計上していたことが発覚。さらに架空売上の計上が、加ト吉とJTの組織ぐるみで行われたことも判明し、その信用は大きく失墜することとなった（詳細は#循環取引の節を参照）。
そのため加ト吉は2007年11月、資本提携先であり加ト吉の保有を希望していたJTと日清食品の3社の冷凍食品事業統合で基本合意。まずJTが全株取得のTOBを行い上場廃止とした上で完全子会社化、その後速やかに全株式の49%を日清食品に譲渡してJTと日清食品の冷凍食品事業を加ト吉に集約し、JTと日清食品の共同持株体制で経営される計画であった。しかし、2008年に発生したJT子会社のジェイティフーズによる中国製冷凍餃子中毒事件の影響で、共同持株化は白紙撤回され、同年4月18日にJTの完全子会社となった。
JTは、中国製冷凍餃子中毒事件で厳しく問われた社会的責任を逃れるため、2008年7月1日付で加工食品事業および調味料事業を加ト吉に集約。これに伴いジェイティフーズは、飲料事業を新設のジェイティ飲料に移管した上で加ト吉の子会社となった。他にもサンジェルマンや富士食品工業など、JTの加工食品・調味料事業子会社が一斉に加ト吉傘下に入った。また、中国製冷凍餃子中毒事件によるJTブランドのブランドイメージ悪化を受け、冷凍食品においてはJTブランドを廃止し「カトキチ」ブランドに統一することも明らかにした。

### 加ト吉からテーブルマークへ
2009年4月30日にJTが発表した中期経営計画「JT-11」の中で「一体感のさらなる醸成」という観点から、2009年度中の加ト吉の商号変更が方針として示された。その方針に沿って翌2010年1月1日付で、株式会社加ト吉からテーブルマーク株式会社へ商号変更を行った。商号変更後は「カトキチ」ブランドは冷凍麺全般にのみ、テーブルマークのロゴと併記する形で存続していた（ただし旧シンボルマークのKマークは外された）。当初は冷凍スナックの一部（お好み焼き・たこ焼き）についても「カトキチ」ブランドが併記されていたが後に外された。それ以外の商品は完全に「テーブルマーク」ブランドに置き換えられた。また、2011年10月1日付で登記上の本店も、創業地の香川県からJT本社のある東京都へ移された。
2014年4月1日付で持株会社体制に移行し、テーブルマークホールディングス株式会社へ商号変更。これに伴い、事業を継承した子会社のティーエム株式会社（当時）が、テーブルマーク株式会社へ商号変更した。
2019年1月1日付で、持株会社のテーブルマークホールディングスが解散し、親会社が日本たばこ産業となった。

### 撤退した事業

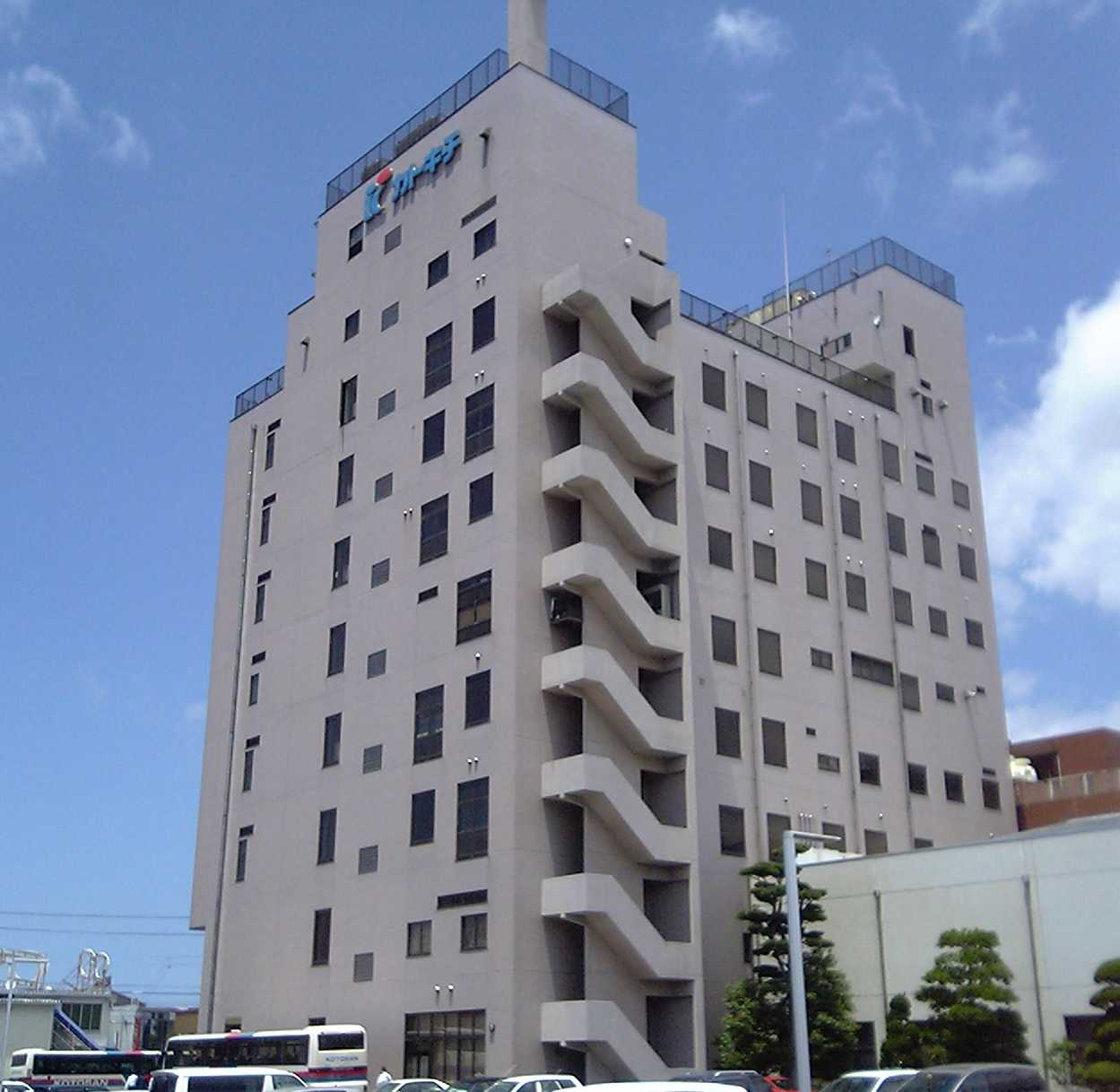
テーブルマーク旧本社(香川県観音寺市。現観音寺グランドホテル観音寺ビル)

前述の通り、加ト吉はM&Aなどによる事業多角化に積極的であった。
1969年からはホテル事業に進出し、「グランドホテル」を観音寺市、丸亀市、高松市（高松空港唯一のエアポートホテル）に、「琴参閣」（開業当初は「琴平ロイヤルホテル」）を琴平町に展開している。「琴参閣」の名前は琴参琴平駅跡地にあることに由来する。また、ニッコー・ホテルズ・インターナショナル（JALホテルズ）フランチャイズの「レオマリゾートホテル」が経営破綻後、子会社の加ト吉フードレックが運営を引き継ぎ「ホテルレオマの森」として再出発した。
外食産業では、1994年に居酒屋チェーン・村さ来を傘下に収めているほか、2002年にはダイエーから英国風パブチェーンのHUBを買収。2006年にはシンワオックス（現・アスモ）を持分法適用会社とした（2008年11月に株式会社パーソンズ・ブリッジが親会社となりグループから離脱）。
2004年には光通信・フジとの合弁でアドバンスサポートを設立し、IT分野に進出した。
しかし前述の通りJTの完全子会社となったことから、食品事業との関連が薄いこれらの事業は売却される可能性が取り沙汰されていた。また、2009年6月に社長に就任した山田良一は、経営資源を加工食品・調味料・水産の3事業に集中し、他の事業については「専門家の意見をよく聞いて検討する」とし売却を念頭に置いていることを明らかにした。
調味料事業については、2008年7月1日付でJTの同事業子会社である富士食品工業が加ト吉傘下に入ったが、JT本体とジェイティフーズの調味料事業は一度加ト吉本体に移管されていた。そこで翌2009年4月1日、改めて加ト吉本体の調味料事業を富士食品工業に承継、統合を完了した。調味料事業の統合完了で事業再編に一定の目処が付いたため、2009年6月の山田社長就任後から、非中核事業の売却が本格的に始動した。
まずホテル事業では、収益が悪化していた高松空港・丸亀グランドホテルを、2009年7月7日付でアパホテルに売却した。高松空港グランドホテルは売却された翌日（7月8日）から「アパホテル〈高松空港〉」として営業開始、丸亀グランドホテルは一旦閉館してリニューアルを施した上で「アパホテル〈丸亀駅前大通〉」として同年8月26日に再開業した。
ニューレオマワールドについても、2010年5月に運営会社の株式会社香川県観光開発の全保有株式（63%）を大江戸温泉物語に売却し、リゾート事業からの撤退が完了した。
琴参閣・観音寺グランドホテルも、2010年10月1日付で地場スーパーのマルナカに売却されており、これをもってホテル事業からは完全撤退した。さらに観音寺市の本社ビルもマルナカに売却した上で、同社から賃借して使用していたが、2011年10月1日に登記上の本店が東京都へ移転したのに伴い、観音寺市に残る部門は市内の別事業所へ移転し、旧本社ビルから完全撤退した。
外食部門の整理にも着手し、手始めに「HUB」を運営する株式会社ハブの株式の大半を2010年2月にロイヤルホールディングスに売却。続いて同年5月には「村さ来」などを運営するフードインクルーヴ株式会社の全株式（100%）をジー・コミュニケーションに売却した（同年7月ジー・テイストに吸収合併され解散）。
また時期は不明だが、アドバンスサポートの保有株式についても光通信に売却し、のちに現在は同社子会社のパイオンが直接の親会社となった。

## 沿革
- 1956年
  - 9月 - 加ト吉水産株式会社（初代）設立。
- 1962年 - 冷凍エビフライの開発・製造開始。
- 1964年 - 株式会社加ト吉（初代）に商号変更。
- 1974年 - 冷凍讃岐うどんの製造・販売開始。水産事業を加ト吉水産株式会社（2代）として分社化。
- 1979年
  - 12月 - 株式会社加ト吉（2代目）が株式会社加ト吉（初代）を吸収合併。
- 1984年 - 大証第2部（現・東証スタンダード）に株式上場。
- 1986年 - 東証第2部（現・東証スタンダード）に株式上場。
- 1987年 - 大証・東証ともに第1部（現・東証プライム）に指定替え。
- 2000年 - 冷凍食品事業で日本たばこ産業と業務提携。
- 2004年 - カネボウフーズ（現・クラシエ）のカップ麺事業を譲受。
- 2007年
  - 4月 - 当社及びその子会社が不適切な取引を行っていたことが発覚。
  - 6月 - 子会社の北海道加ト吉が、廃棄するはずの冷凍コロッケをミートホープに横流ししていたことが発覚[12]。
  - 11月 - 当社・日本たばこ産業・日清食品の各冷凍食品事業の統合計画を発表。
- 2008年
  - 1月 - 株式公開買付けが成立、日本たばこ産業の子会社となる。
  - 2月 - 中国製冷凍餃子中毒事件の影響で、事業統合を予定していた日清食品との基本合意を解消。日本たばこ産業がそのまま完全子会社化することに。
  - 4月 - 日本たばこ産業が18日に完全子会社化。当社株式の上場はそれに先立つ14日に廃止。
  - 7月 - 事業再編により、日本たばこ産業の加工食品事業・調味料事業を全て当社に集約。集約に伴い、子会社のジェイティフーズが発売していたJTブランドの製品をカトキチブランドに全面変更。
- 2009年
  - 1月 - 当社の水産加工品事業を、新設した完全子会社のオーシャンローズへ譲渡。
  - 4月 - 連結子会社である富士食品工業へ、当社の調味料商品開発機能及びジェイティフーズの調味料国内販売機能を統合、調味料事業の再編が完了。
  - 9月 - グリーンフーズを完全子会社化。
  - 10月 - 当社保有のオーシャンローズ及び川万水産の全株式をグリーンフーズへ譲渡、水産事業の再編が完了。
- 2010年
  - 1月 - テーブルマーク株式会社（初代）に商号変更。「カトキチ」は冷凍麺・お好み焼きなどの製品ブランド名として継続。
  - 1月 - 子会社のケイエス冷凍食品に対する株式公開買付けを開始、3月に成立。
  - 7月 - ケイエス冷凍食品を完全子会社化。
- 2011年
  - 9月 - 当社が持つノウハウを結集した「Bakers Select（ベーカーズセレクト）」を発売し、冷凍パン事業に進出。
  - 10月 - 本店所在地を香川県観音寺市坂本町五丁目18番37号から現在地（東京本社）に移転。
- 2012年
  - 8月 - 業績低迷のため、水産事業からの撤退を発表。年内を目途に、グループ会社のグリーンフーズおよび川万水産の事業を停止し解散予定[13]。
- 2014年
  - 4月 - 持株会社体制に移行し、冷凍・常温加工食品事業を子会社のティーエム株式会社に会社分割。テーブルマーク株式会社（初代）はテーブルマークホールディングス株式会社に商号変更し、ティーエム株式会社をテーブルマーク株式会社（2代）に商号変更[14]。
- 2019年
  - 1月 - 日本たばこ産業が、テーブルマークホールディングスを解散し、孫会社であったテーブルマーク株式会社、富士食品工業株式会社、株式会社サンジェルマンの3社を子会社とする組織再編を実施[15]。
- 2020年
  - 6月30日 - グループ会社の加ト吉水産が所有する群馬工場を寿がきや食品（本社：愛知県豊明市）へ譲渡。
- 2021年
  - 2月9日 - 同年10月末で、本社工場・善通寺工場・多度津工場の閉鎖を発表。

## 主な商品
- 冷凍食品かつて自社所有していた鉄道輸送用「UF14A冷凍コンテナ」での、旧高松貨物ターミナルから東京貨物ターミナル間での冷凍製品の輸送風景。
1994年4月、東京貨物ターミナルにて撮影。

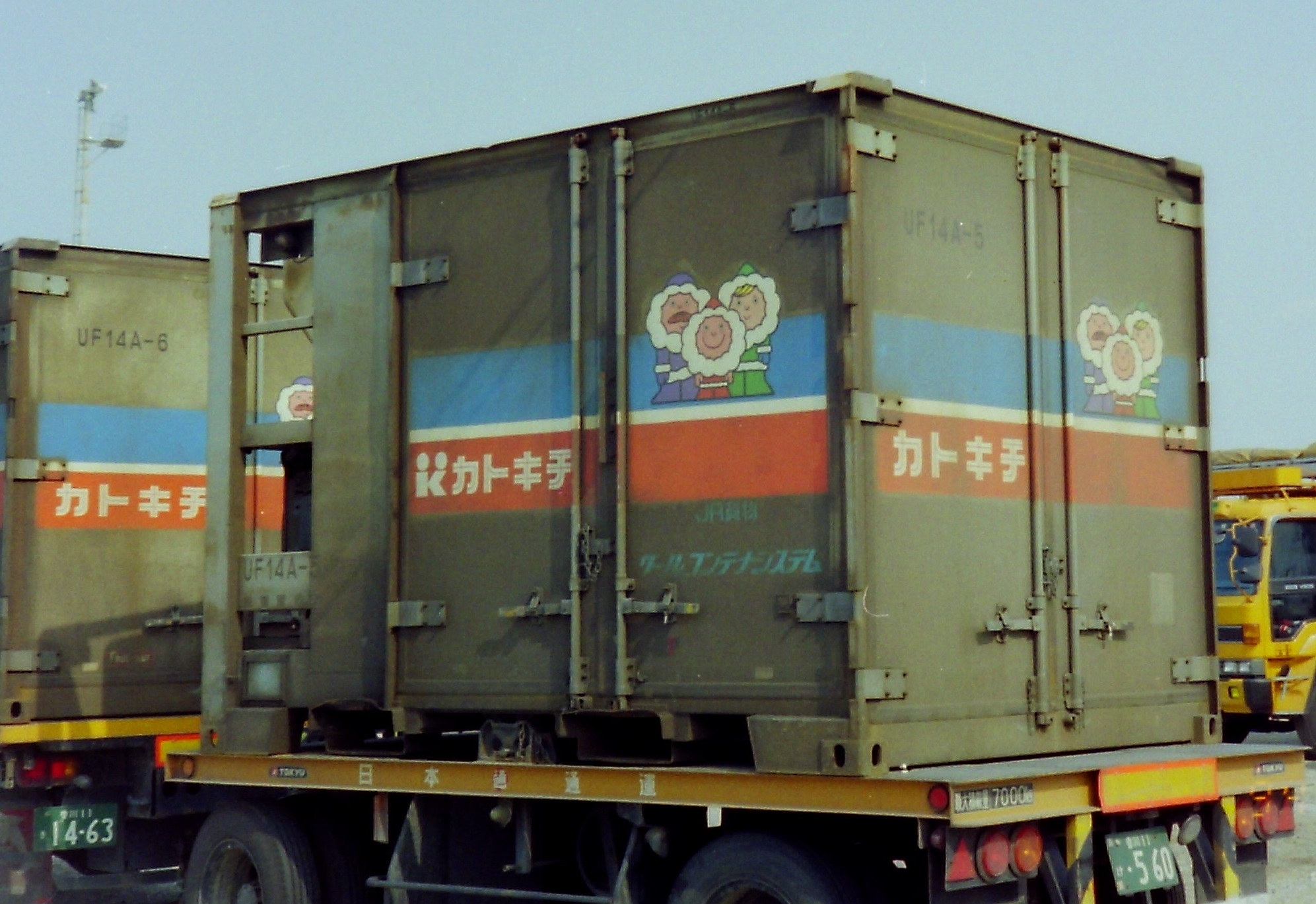
かつて自社所有していた鉄道輸送用「UF14A冷凍コンテナ」での、旧高松貨物ターミナルから東京貨物ターミナル間での冷凍製品の輸送風景。
1994年4月、東京貨物ターミナルにて撮影。

  - 冷凍麺：さぬきうどん、稲庭風うどん、日本そば、讃岐麺一番（具付うどん）、蕎麦打ち職人（具付そば）、腕利き屋（具付ラーメン）、麺棒一番（スープ付うどん・そば）、下町のラーメン屋さん（スープ付ラーメン）
    - 「さぬきうどん」などの冷凍うどんは、タピオカの原材料であるキャッサバを含んだコシの強いうどんである[16]。テーブルマーク（カトキチ）の主力商品。現行品では内袋のまま電子レンジ調理も可能。

  - 冷凍パン：ベーカーズセレクト
  - 冷凍米飯：下町食堂の焼めし、和のごはん、ライスバーガーなど
  - 総菜：真健鶏、お弁当!シリーズ、いまどき和膳
    - 「いまどき和膳」は旧ジェイティフーズで展開されていた和惣菜のブランド。「お弁当!シリーズ」は旧ジェイティフーズで展開されていた「お弁当大人気」シリーズから事業統合に伴ってリニューアルされたものである。

  - 冷凍スナック：お好み焼き、たこ焼き、鯛焼き
    - 冷凍お好み焼きは「にっぽんお好み焼協会」認定の製法を採用。

  - 個食パック：おいしさ一品
    - 米飯、スナック、惣菜の定番メニューをそろえた個食パックのシリーズ

  - 冷凍野菜：グリーンジャイアント（「いまどき和膳」同様、旧ジェイティフーズで展開されていたブランド）
- その他食品類
  - 包装米飯：炊きたてご飯
  - 即席めん：ホームラン軒（カップ麺）、東北の味（カップ麺）、広東麺（カップ麺）、駅前食堂（カップ麺）、大盛食堂（カップ麺）、だしがきいている（袋麺）
    - ホームラン軒・広東麺はかつてカネボウフーズ（現・クラシエフーズ）が展開していたブランド。現行製品すべてノンフライ麺となる。

  - トップバリュベストプライス・ノンフライ（カップ）麺シリーズ：税込み価格58円という驚異的な低価格を実現したカップ麺。しょうゆ味、しお味、みそ味、うどんの4種類が存在。イオングループと共同開発したプライベートブランド商品、委託製造。イオングループの店舗で販売。
  - ミネラルウォーター：越後の名水、ハローキティナチュラルミネラルウォーター

## 広報
現在
- グッド!モーニング （瀬戸内海放送7時台ローカルスポンサー。テレビ朝日制作）など

過去
社名変更前（加ト吉〈カトキチ→KATOKICHI〉時代）
- カトキチクイーンズゴルフトーナメント（テレビ東京系列）
- 山陽TVイブニングニュース（山陽放送）
- サザエさん（火曜日の再放送分・岡山放送のローカルスポンサー）
- 午後は○○おもいッきりテレビ（日本テレビ系列、隔日）
- THE・恋ピューター（読売テレビ制作・日本テレビ系列）
- スター爆笑Q&A（同上）
- ドラマシティ（同上）
- みごろ!たべごろ!笑いごろ!（テレビ朝日系列）
- クイズところ変れば!?（テレビ東京系列）など

社名変更後（テーブルマーク〈TABLEMARK〉時代）
- シルシルミシル（テレビ朝日系列、ネオバラ水曜枠）
- ズームイン!!SUPER（日本テレビ系列、月曜）
- ホンネの殿堂（フジテレビ系列）
- 怪談レストラン（テレビ朝日系列）
- いい旅・夢気分（テレビ東京系列）
- 空から日本を見てみよう（テレビ東京系列）
- ごごネタ!（CBCテレビ）

### 出演タレント
現・元順不同
- 内村航平（体操選手）
- 伍代夏子（CMソングも歌っていた。ただし元歌は藤本房子）
- mimika
- コロッケ
- 加藤茶
- 丘みどり

### SNS
Twitter
2009年後半以降、Twitterを駆使した広報活動で注目を集めた。
当時の広報部長であった末広栄二は、限られた広告予算の中で消費者とのコミュニケーションを再開させたいと考え、2009年10月7日から独断で始めたもので、のちに公式アカウントとなった。第60回NHK紅白歌合戦の『粉雪』に合わせて「かとぉぉぉぉぉきちぃぃぃぃ #kouhaku」と呟いたり、「おそれいりこだし」や「ありカトキチ」などの親父ギャグを交えたりと、企業アカウントらしからぬ人間味と親しみやすさを売りに、2010年9月末時点で3万人近くのフォロワーを集めた人気アカウントであった。末広の退社により、2011年3月31日に5万ツイートをもってこのアカウントは更新が停止された。
2011年4月以降は、新たな公式アカウントが開設された（外部リンク参照）。

### タイアップ
2007年公開の映画「大日本人」（監督：松本人志）の中で、主人公の大佐藤大（だいさとうまさる）が“獣（じゅう）”と戦う中で、タイアップとして胸に加ト吉の広告をつけた形で戦うシーンがあった。

### その他
2013年2月17日のTBSテレビ『がっちりマンデー!!』にて同社の特集が組まれ、日野社長もスタジオ出演した。

## 主な不祥事

### 循環取引
2007年3月25日、読売新聞が、加ト吉とグループ会社（事実上は資本提携関係にあったJTも含む）の間で循環取引があったのではないかと報道した。これを受けて加ト吉は調査委員会を設置、その調査報告書によると、一連の取引による連結売上高の水増しが2007年3月期までの6年間で総額984億円に上ることが明らかとなった。取引には岡谷鋼機（名古屋市）、茶谷産業（大阪市）等が関与したことが明らかとなっている。茶谷産業の売掛債権を購入したみずほ銀行からは、38億円の代金回収訴訟が提起された。
4月24日、経営責任を明確にするため、加藤義和会長兼社長と実弟の加藤義清副社長が取締役を辞任要求され辞任し、それぞれ相談役・顧問に就いた。また、循環取引に多く関ったとして、高須稔常務（当時）も辞任した。後任の社長には、資本提携先の日本たばこ産業（JT）出身であり、当時の副社長であった金森哲治が就任した。金森は就任の際の記者会見で冷凍食品以外の事業売却をほのめかしていたが、実際に金森が在任中に行った案件はJTグループの食品事業集約など足場固めが中心で、事業売却の本格化は2009年に山田良一が社長に就任してからである。
一連の事件の余波によって手形の不渡りが発生し、冷凍食品・レトルトスープカレー製造のエヌケイフーズ（北海道紋別郡遠軽町、現・ベル食品遠軽工場）の経営が行き詰まった。
5月30日、監査法人の承認が得られなかったことを理由に2007年3月期決算の発表を延期した。これに伴い、大阪証券取引所は加ト吉株式を監理ポストに移管した。6月26日、ようやく監査法人の承認を得て2007年3月期決算を発表した。これに伴い6月28日、大阪証券取引所の監理ポストからも外された。
最終的に、過去6年間における不適切な取引による売上高の水増しは1,061億円、回収懸念債権額143億円、在庫評価損30億円となった。これに基づいて2007年3月期決算に貸倒引当金繰入額148億円、棚卸資産評価損30億円が計上された。その結果、単年度でみせかけ99億円の当期純損失となった。

### 食品関係
- 2007年6月、北海道加ト吉の工場長が、廃棄処分予定の冷凍コロッケをミートホープに横流しし、30万円から40万円の利益を不正に受け取っていたことも判明した[21][22]。この収益は会社の利益に計上せず社内の懇親目的に使用していたという[21]。この事件により、親会社の加ト吉は北海道加ト吉の工場長を解任した[21]。
  - また2007年6月には、加ト吉とJTが、ミートホープから仕入れた偽装牛ミンチを使用した冷凍コロッケを回収している[23][24]。
- 2007年7月13日、中国「莆田興和食品有限公司」からウナギを輸入したが、同社は基準値を超す大腸菌が検出されたとして中国当局から輸出禁止処分を課されていた会社であったため、12日に出荷を一時停止したと発表した。この時点でこの輸入ウナギは国内23社のスーパーマーケット・コンビニエンスストアに出荷済みだった。
- 2008年1月30日、関連会社のジェイティフーズと同じく双日食料の仲介で、冷凍食品製造業・天洋食品のOEM製品の冷凍食品を販売していたため、商品の自主回収を開始した[25]。この事件に伴い、加ト吉から製品を購入していた江崎グリコ[26]、ローソン、チムニー等の会社も同様に自主回収を始めた。

## その他
- 元社長の加藤義和は、1975年から1991年の4期16年間、観音寺市の市長を務めていた。社長と市長の二足のわらじを履く加藤は、テレビ朝日のワイドショー『モーニングショー』の名物企画だった「宮尾すすむのああ日本の社長」でも紹介された。
- 1983年当時、石原プロモーション制作のアクション刑事ドラマ『西部警察 PART-III』（テレビ朝日）の香川ロケで、山本工場（旧山本町・現三豊市）をはじめとする会社敷地や、琴弾公園など観音寺市内の施設が劇中で随所に登場した。この時期は前述の通り加藤前社長が市長を務めていたため、市を挙げて全面協力した形になった。香川ロケを制作協力したテレビ朝日系列の地元局・瀬戸内海放送は、加藤前社長が取締役を務めていた加藤汽船の関連企業であった。(加藤汽船の加藤一族と加藤義和は無関係）
- 加藤は個人でもスポンサー活動を行っており、高松琴平電気鉄道、モック、ゼファーなどに出資している。
- 高松と神戸を結ぶジャンボフェリーで立ち食い販売されているかけうどんはカトキチの冷凍うどんを使用している。船内の自動販売機には冷凍食品を暖めて出す自動販売機がある。
- 2007年の循環取引報道の影響を受け、加ト吉の主催で毎年4月第4週～第5週に行われていた女子プロゴルフトーナメント「カトキチクイーンズゴルフトーナメント」は、同年は「屋島クイーンズゴルフトーナメント」として開催され、大会の運営費用や賞金などは当初の契約通り加ト吉側が負担したが、同年を最後に開催が打ち切られた。テーブルマークはその後、2015年からゴルフ日本シリーズでホールインワン賞としてさぬきうどん1年分を提供している。
- 2010年1月28日放送『秘密のケンミンSHOW』（ytv制作・日本テレビ系）内の連続転勤ドラマ「辞令は突然に…」で、香川県を代表する企業として紹介された。この中で、最初は旧社名の「加ト吉」で紹介され、後から社名が「テーブルマーク」に変更されたことを知らせた。
- 将棋日本シリーズは、2011年度までは「JT将棋日本シリーズ」として開催され、翌2012年度よりJTとテーブルマークがともに協賛。これにより、大会名が「将棋日本シリーズ」、シリーズ内の対戦が「JTプロ公式戦」「テーブルマークこども大会」に変更された[27]。